# Agrilus toxotes
Agrilus toxotes är en skalbaggsart som beskrevs av Jan Obenberger 1935. Agrilus toxotes ingår i släktet Agrilus och familjen praktbaggar. Inga underarter finns listade i Catalogue of Life.